# Głośność
Głośność – subiektywne odczucie natężenia dźwięku; cecha umożliwiająca uporządkowanie dźwięków w skalę od cichych do głośnych; wielkość stosowana w psychoakustyce do pomiaru subiektywnego wrażenia natężenia dźwięku. Jednostką głośności jest son.
Głośność zależna jest przede wszystkim od natężenia dźwięku, ponadto od czasu trwania dźwięku, jego widma częstotliwościowego, transjentów, zjawiska maskowania, kontekstu, w jakim dźwięk jest przez odbiorcę słyszany oraz przynależnych słuchaczowi w danym momencie czynników psychicznych i fizjologicznych: zmęczenia, koncentracji, uwagi itp.
Dla danego natężenia, subiektywnie najgłośniejszymi są dźwięki o częstotliwości z zakresu 2,5–4 kHz, a najcichszymi – o częstotliwości mniejszej niż 100 Hz i większej niż 10 kHz.
Relatywną miarą głośności jest poziom głośności wyrażany w fonach.